# David Shore
David Shore (født 3. juli 1959) er en canadisk manuskriptforfatter, der blandt andet er skaberen af serien House M.D., og er blevet nomineret til to Emmyer for sit arbejde på serien New York Blues.

## Biografi
David Shore blev født i Ontario af jødiske forældre. Han tog sin uddannelse som advokat på University of Toronto, hvor han bestod i 1982. Efter at have arbejdet som advokat i Canada, flyttede han til Los Angeles for at bryde igennem i tv-branchen.
Efter at have været forfatter på forskellige politi- og advokatserier, som New York Blues mødte han produceren Paul Attanasio, der havde idéen om, at skabe en lægeserie med politilignende træk. Dette blev til serien House M.D.

### Familie
Han bor i Californien med sin kone Judy og har tre børn. Han er den eneste i sin familie, der arbejder med TV, og hans to brødre er begge rabbinere.
1. ↑  Navnet er anført på svensk og stammer fra Wikidata hvor navnet endnu ikke findes på dansk.